# Skråpuk
Skråpuk (även skråpuke) är ett ålderdomligt ord för identitetsdöljande mask, förmodligen från de gamla orden skra för "torrt skinn" och puke för "demon, ond ande, djävul, trollväsen". Namnet kan också åsyfta en fågelskrämma, en larv eller en skråpukskrabba, rimligtvis på grund av utseendet hos dessa.
Bruket av skråpuksmasker är mycket gammalt och har sannolikt hedniska rötter. För att skydda sig från upplevd ondska, kunde man historiskt bruka vad som brukar kallas för ”likhetsmagi”, d.v.s. att man helt enkelt försökte efterlikna de väsen som man fruktade och helst också överträffa dem i hemskhet. För att uppnå önskad effekt, tillverkade man anskrämliga ansiktsmasker som gick under benämningen ”skråpukar”. Sederna med att skrämma mörkerkrafter på flykten genom att klä sig i skråpukar och raggiga pälsar är väldigt gamla och har sannolikt hedniska rötter.
Ett av de mer kända exemplen på dessa skråpukar är julbocken, som fram till 1900-talets början vandrade runt i de svenska gårdarna för att hålla ondskan borta, men sedermera också för att dela ut julklappar till barnen. Andra företeelser som tagit intryck av denna tradition är svenska utklädningsseder som aske-käringar, lussegubbar, mattesgubbar, fettisdagsgubbar, julaspögen, skråbockar, knutsgubbar och påskkäringar.

## Valborrarna i Dala-Floda
Den kanske mest särpräglade skråpukstraditionen hittar man dock i Dala-Floda utanför Gagnef i Dalarna, i form av de så kallade valborrarna. Under hela året arbetade befolkningen i Dala-Floda med att färdigställa de mest skräckinjagande masker de kunde tänka sig. Tidigt på valborgsmässoaftonens morgon samlades bygdens barn, iförda dessa så kallade valborremasker. Med hjälp koskällor, kastruller och allehanda redskap sprang de sedan runt i gårdarna och betesmarkerna och förde så mycket oväsen de bara kunde.
Syftet var dels att skrämma bort övernaturliga väsen, men också att skrämma bort rovdjur från trakten eftersom Valborg ofta var den första dagen då man släppte ut boskapen på vårbete. Av dessa anledningar brukade man därför säga att målet för valborrarna var att bli ”fulare än trollen”. Barnen och ungdomarna hjälptes också åt med att samla in det sista bränslet till valborgsmässobålet.
Senare under kvällen anslöt sig de vuxna, även de utklädda till valborrar. Bålet tändes och oljudet intensifierades genom att man sköt med gevär och sprängde dynamitgubbar (jämför med senare tiders fyrverkerier på valborgsmässoafton). De vuxna valborrarna, vilka oftast, men inte alltid, var män, började nu springa genom elden, dansa och utföra akrobatiska konster.
Man utnyttjade också den anonymitet som maskeringen gav till att flirta hejdlöst och att med glimten i ögat bete sig oförskämt mot grannar och överhet. Det kunde också hända att grupper av valborrar begav sig iväg till någon av grannbyarnas bål för att retas och hitta på rackartyg.
Valborre-traditionen i Dala-Floda är sannolikt mycket gammal. Exakt hur gammal vet man dock inte. Man kan heller inte med säkerhet säga ifall valborrarna alltid har varit en isolerad lokal företeelse eller om det helt enkelt är så att traditionen förr var vidare spridd, men att den av någon anledning bara överlevt i just Dala-Floda. Valborre-traditionen på orten är fortfarande i allra högsta levande – på senare år (2015) har det bland annat införts ett pris för bästa utklädnad och en valborreparad längs den anrika kyrkbygattu (kyrkbyvägen).